# Clement Muller
Clement Muller (2 de febrero de 1994) es un deportista neocaledonio que compite en judo. Ganó una medalla de bronce en el Campeonato de Oceanía de Judo de 2015 en la categoría de –60 kg.

## Palmarés internacional
| Campeonato de Oceanía | Campeonato de Oceanía | Campeonato de Oceanía | Campeonato de Oceanía |
| Año                   | Lugar                 | Medalla               | Categoría             |
| --------------------- | --------------------- | --------------------- | --------------------- |
| 2015                  | Païta (Francia)       | Medalla de bronce     | –60 kg                |